# 阮文算
阮文算（1916年—2009年5月14日），筆名Toan Ánh，越南作家和文化研究者。

## 生平
阮文算1916年出生於越南北方的北寧省。也有來源稱他出生於1914年或1915年。
2009年5月14日，阮文算在嘉定人民醫院逝世。

## 個人生活
阮文算與妻子在1939年結婚，兩人育有11個子女。妻子於1969年去世後，阮文算終身未娶。